# 公主街 (曼彻斯特)
53°28′37″N 2°14′20″W / 53.477°N 2.239°W

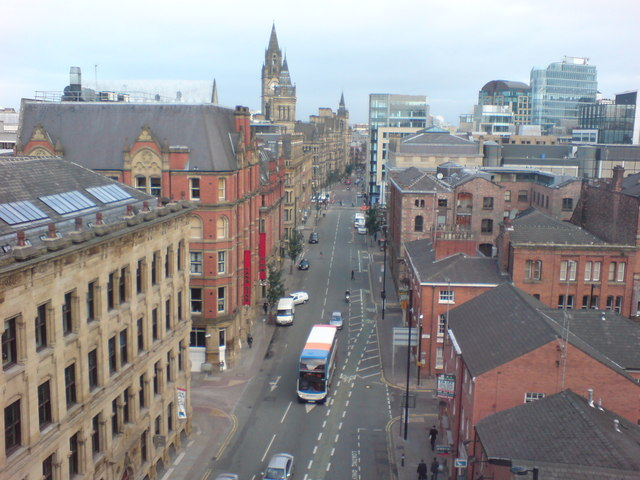

公主街（Princess Street）部分香港人稱片舍時街，是英国曼彻斯特市中心的主要街道之一。开始于十字街（Cross Street），向东南穿过阿尔伯特广场（Albert Square）、莫斯利街（Mosley Street）与圣彼得广场（St. Peter's Square）、波特兰街（Portland Street）、惠特沃思街（Whitworth Street）、查尔斯街（Charles Street），止于梅德洛克河（River Medlock）并直通布鲁克街（Brook Street）。

## 历史

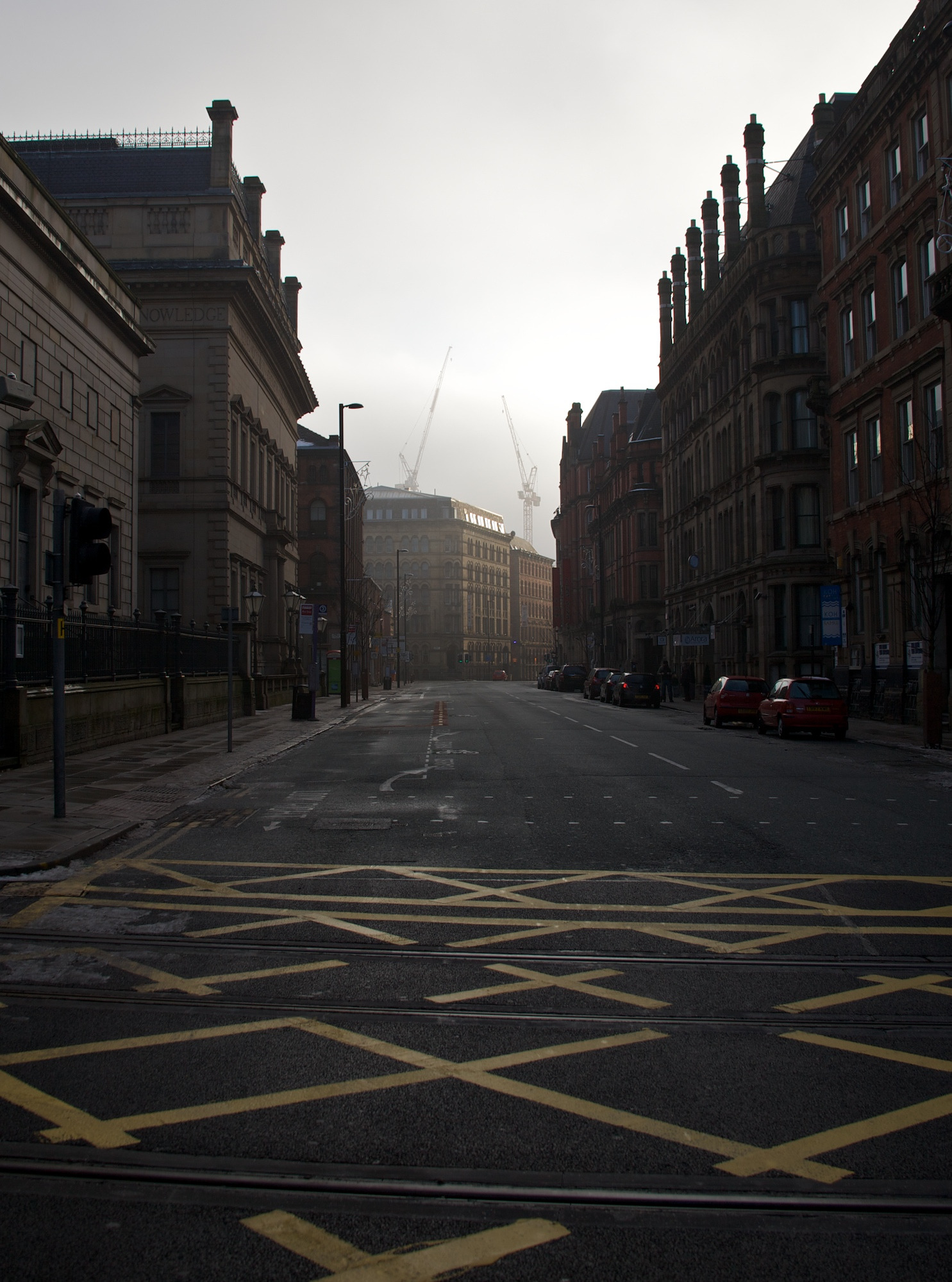
从莫斯利街路口看公主街

不清楚这条街是否真的以公主命名。它原是一条住宅街，在19世纪建起许多纺织品仓库和大型办公楼。其中一些已被拆除，但大多数改为其他用途。

## 建筑
- 北部保险大楼
- 曼彻斯特市政厅
- 曼彻斯特美术馆[2]
- 公主大楼
- The Pickles Building，波特兰街转角
- 103号，原机械学院[3]（工会大会的成立地点）[4]
- Central House
- Asia House，惠特沃思街转角[5]